# Emir Sultan
Seyyid Şemseddin Mehmed Buhari, più noto come Emir Sultan o Amir Sultan (Bukhara, 1368 – Bursa, 1429), è stato un teologo ottomano appartenente alla filosofia sufi, anche noto per aver sposato Fatma Hundi Hatun, figlia del sultano Bayezid I.

## Nome
Nato come Şemseddin Mehmed, era noto a Bursa come Muhammed Bukhari ed Emir Bukhari, rispettivamente a causa del suo luogo di nascita e del suo status sociale. Dopo essere entrato nella famiglia del sultano tramite il matrimonio con sua figlia, divenne noto come Emir Sultan. Portava inoltre il titolo di Seyyid, ovvero "discendente di Maometto". 

## Biografia
Nacque nel 1368 a Bukhara come figlio di Şemseddin Ali, a sua volta figlio di Amir Kulal, uno dei più rinomati sufi della storia. 
Nel 1390, accettò l'invito a trasferirsi a Bursa del sultano Bayezid I, dove divenne uno dei più noti e rispettati studiosi islamici. Nello stesso anno sposò Fatma Hundi Hatun, figlia di Bayezid I, in circostanze che diedero adito a una popolare leggenda. 
Emir Mehmed rimase neutrale nella faida fra Bayezid e Tamerlano, khan timuride, perché la sua famiglia aveva legami famigliari con la dinastia timuride e la tribù alleata Barlas. Lo scontro si risolse nel 1402 nella battaglia di Ankara, che vide Bayezid sconfitto e preso prigioniero, per poi morire l'anno dopo. 
Non è noto quale posizione prese durante l'interregno ottomano, ma è noto che continuò a vivere a Bursa durante il regno di Mehmed I, salito al trono nel 1413. 
Morì durante un'epidemia di peste nel 1429 e venne sepolto nella Moschea di Emir Sultan a Bursa. I suoi figli morirono o prima di lui o nella stessa epidemia, che l'anno dopo uccise anche sua moglie. 

## Matrimonio

### Leggenda
Nel 1390, Mehmed sposò Fatma Hundi Hatun, figlia quindicenne del sultano Bayezid I. 
Intorno alla vicenda delle loro nozze sorse una fiorita leggenda, secondo cui nel 1390, mentre Bayezid era in guerra, Mehmed soggiornava nel suo palazzo a Bursa. Qui ebbe un sogno profetico in cui Maometto gli ordinava di prendere in moglie la figlia di Bayezid, così come Hundi fece un sogno corrispondente. Dopo due notti, Hundi si recò da lui e gli disse: "Questo matrimonio ha già avuto luogo agli occhi di Allah. Tuttavia, secondo la legge islamica, il matrimonio legale è obbligatorio". È così, con la testimonianza di tutte le personalità di Bursa, i due si sposarono senza il consenso di Bayezid. Quando la notizia lo raggiunse, inviò una squadra di quaranta uomini al comando di Süleyman Pasha per uccidere il genero e tutti coloro che avevano assistito alla cerimonia, ma nessuno di loro riuscì ad eseguire gli ordini a causa di una serie di miracoli. Allora il qadi di Bursa, Molla Fenari, scrisse a Bayezid rivelandogli che Mehmed era un discendente di Maometto e un degno marito per sua figlia, e che Allah lo aveva dimostrato. Così, Bayezid rientrò a Bursa e si riconciliò con la figlia e il genero, che da quel momento venne chiamato Emir Sultan.

### Analisi storica
Sebbene il matrimonio fra Hundi e Mehmed sia storicamente accertato, così come il nome "Emir Sultan" preso da lui dopo le nozze, gli storici non sono concordi su quali altri aspetti della leggenda possano basarsi su fatti reali. 
Secondo un'analisi, il matrimonio non fu affatto combinato alle spalle di Bayezid, ma fu organizzato da lui stesso perché stimava Mehmed e lo voleva come genero. Secondo alcuni degli storici che seguono questa versione, il matrimonio fu sia politicamente motivato che d'amore, dal momento che Bayezid sapeva dei sentimenti reciproci di Mehmed e Hundi e ne tenne conto al momento di scegliere la sposa. 
Secondo una seconda ricostruzione, Mehmed approfittò dell'assenza di Bayezid per sedurre Hundi e rapirla. In seguito, per salvare la ragazza dalla vergogna, Molla Fenari li sposò legalmente e scrisse al sultano dei miracoli di Mehmed per spingerlo ad accettare la cosa. 
Il matrimonio di Mehmed e Hundi è considerato unico nella storia della dinastia ottomana: è il solo registrato fra una principessa e un seyyid, nonché l'unico che potrebbe aver avuto luogo senza il consenso del sultano o comunque di un parente stretto della sposa, e la sua leggenda è descritta come l'ultimo episodio della mitologia ottomana iniziata con il sogno di Osman.

## Discendenza
Ebbe da sua moglie quattro figli, fra cui Emir Ali Bey, e due figlie gemelle. Tutti e sei i suoi figli morirono non oltre il 1429 e furono sepolti coi genitori a Bursa.